# 圣乔治德努瓦内
圣乔治德努瓦内（法語：Saint-Georges-de-Noisné，法語發音：[sɛ̃ ʒɔʁʒ də nwane]）是法国德塞夫勒省的一个市镇，属于帕尔特奈区。

## 地理
圣乔治德努瓦内（46°29'34"N, 0°15'24"W）面积24.64 平方千米，位于法国新阿基坦大区德塞夫勒省，该省份为法国西部内陆省份，北起曼恩-卢瓦尔省，西接旺代省，南至夏朗德省和滨海夏朗德省，东临维埃纳省。
与圣乔治德努瓦内接壤的市镇（或旧市镇、城区）包括：欧热、克拉韦、埃克西勒伊、圣兰、赛夫尔、韦吕。

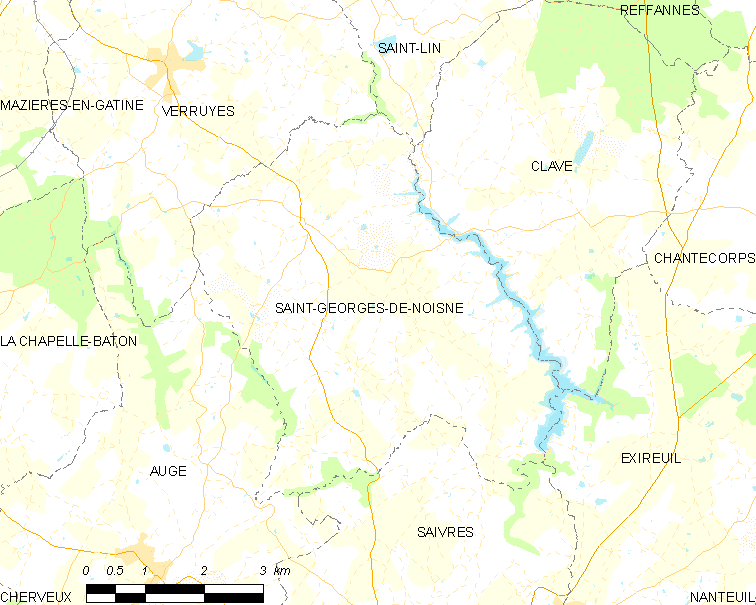
圣乔治德努瓦内的OSM定位图

圣乔治德努瓦内的时区为UTC+01:00、UTC+02:00（夏令时）。

## 行政
圣乔治德努瓦内的邮政编码为79400，INSEE市镇编码为79253。

## 政治
圣乔治德努瓦内所属的省级选区为拉加蒂讷县。

## 人口

1962-2008年间圣乔治德努瓦内人口变化图示

圣乔治德努瓦内于2022年1月1日时的人口数量为685人。